# Chaulahi
Chaulahi (nepalski: चैलाही) – gaun wikas samiti w zachodniej części Nepalu w strefie Rapti w dystrykcie Dang Deokhuri. Według nepalskiego spisu powszechnego z 2001 roku liczył on 2740 gospodarstw domowych i 15966 mieszkańców (7903 kobiet i 8063 mężczyzn).